# Fox Entertainment
 (janvier 2024).
La mise en forme du texte ne suit pas les recommandations de Wikipédia : il faut le « wikifier ».
Les points d'amélioration suivants sont les cas les plus fréquents. Le détail des points à revoir est peut-être précisé sur la page de discussion.
- Les titres sont pré-formatés par le logiciel. Ils ne sont ni en capitales, ni en gras.
- Le texte ne doit pas être écrit en capitales (les noms de famille non plus), ni en gras, ni en italique, ni en « petit »…
- Le gras n'est utilisé que pour surligner le titre de l'article dans l'introduction, une seule fois.
- L'italique est rarement utilisé : mots en langue étrangère, titres d'œuvres, noms de bateaux, etc.
- Les citations ne sont pas en italique mais en corps de texte normal. Elles sont entourées par des guillemets français : « et ».
- Les listes à puces sont à éviter, des paragraphes rédigés étant largement préférés. Les tableaux sont à réserver à la présentation de données structurées (résultats, etc.).
- Les appels de note de bas de page (petits chiffres en exposant, introduits par l'outil «  Source ») sont à placer entre la fin de phrase et le point final[comme ça].
- Les liens internes (vers d'autres articles de Wikipédia) sont à choisir avec parcimonie. Créez des liens vers des articles approfondissant le sujet. Les termes génériques sans rapport avec le sujet sont à éviter, ainsi que les répétitions de liens vers un même terme.
- Les liens externes sont à placer uniquement dans une section « Liens externes », à la fin de l'article. Ces liens sont à choisir avec parcimonie suivant les règles définies. Si un lien sert de source à l'article, son insertion dans le texte est à faire par les notes de bas de page.
- La présentation des références doit suivre les conventions bibliographiques. Il est recommandé d'utiliser les modèles {{Ouvrage}}, {{Chapitre}}, {{Article}}, {{Lien web}} et/ou {{Bibliographie}}. Le mode d'édition visuel peut mettre en forme automatiquement les références.
- Insérer une infobox (cadre d'informations à droite) n'est pas obligatoire pour parachever la mise en page.

Pour une aide détaillée, merci de consulter Aide:Wikification.
Si vous pensez que ces points ont été résolus, vous pouvez retirer ce bandeau et améliorer la mise en forme d'un autre article.
Fox Entertainment est une société de production cinématographique et télévisuelle américaine appartenant à Fox Corporation. La société a été créée en 2019 après l'acquisition de 21st Century Fox par The Walt Disney Company. Les programmes de Fox Entertainment sont créés pour Fox Broadcasting Company, MyNetworkTV et Tubi,. Fox First Run est la branche de syndication de la première, ainsi qu'une société de distribution télévisuelle pour Fox Television Stations.

## Histoire
Fox Entertainment a été créé en 2019 après que l'ancien studio de télévision de la Fox, 20th Century Fox Television (entre autres actifs), a été acquis par Disney.
Le 6 août 2019, Fox Entertainment a acquis le studio d'animation Bento Box Entertainment.
En avril 2020, Fox Entertainment a annoncé son partenariat avec Caffeine pour proposer l'AniDom Beyond Show, une émission de récapitulation animée par Andy Richter.
Fox Entertainment prévoyait de développer des projets scénarisés et non scénarisés par le biais d'une unité connue sous le nom de Sidecar, identifiant et incubant des programmes pour le réseau de diffusion de Fox et des plateformes tierces. En juin 2020, Fox a fermé Sidecar, les rapports citant l'impact de la pandémie de COVID-19 sur l'industrie comme étant un facteur.
En août 2021, Gordon Ramsay signe un accord global avec Fox Entertainment pour former Studio Ramsay Global, qui a acquis toutes les activités existantes de Studio Ramsay avec All3Media, et produira ses futurs projets.
En septembre 2021, Fox Entertainment acquiert TMZ auprès de WarnerMedia dans le cadre d'une transaction d'une valeur d'environ 50 millions de dollars.
En novembre 2021, Fox Alternative Entertainment a signé avec Wonwoo Park, créateur du format sud-coréen King of Mask Singer (qui avait été adapté par Fox sous le titre The Masked Singer), un accord de premier regard avec le studio.
En décembre 2021, Fox Entertainment acquiert le studio de téléfilms MarVista Entertainment, avec pour objectif de produire du contenu pour son service de streaming Tubi.
En février 2022, Fox Entertainment acquiert les droits de la franchise Gumby.
En septembre 2022, Fox Corporation annonce le lancement de Fox Entertainment Studios. Il s'agit de la première initiative de la société dans le domaine de la production télévisuelle entièrement interne. Le studio a lancé sa première émission, Monarch, le 11 septembre 2022. Fox a également annoncé que Fox Entertainment reviendrait dans le secteur de la distribution internationale en lançant une unité de vente appelée Fox Entertainment Global. En janvier 2023, Fox Entertainment et Hulu ont annoncé qu'ils avaient signé un nouvel accord pluriannuel, englobant les droits de diffusion en continu en cours de saison pour les émissions de la Fox aux heures de grande écoute.
En juillet 2023, Fox Entertainment annonce son engagement en faveur de la production télévisuelle en Irlande et la création du plus grand centre de production non scénarisé, tout en confirmant qu'il s'agit du nouveau centre mondial pour la série américaine de compétition culinaire à succès Next Level Chef with Gordon Ramsay,.

## Filmographie

### Télévision
- What Just Happened??! with Fred Savage (2019)
- BH90210 (2019)
- Prodigal Son (2019-2021)
- Bless the Harts (2019-2021)
- The Moodys (2019-2021)
- Outmatched (2019-2020)
- Duncanville (2019-2022)
- Filthy Rich (2020)
- Next (2020-2022)
- Call Me Kat (2021-2023)
- The Greath North (depuis 2021)
- Crime Scene Kitchen (depuis 2021)
- HouseBroken (2021-2023)
- Fantasy Island (2021-2023)
- The Big Leap (2021)
- Our Kind of People (2021-2022)
- Cops (depuis 2021)
- The Cleaning Lady (depuis 2022)
- Pivoting (2022)
- Welcome to Flatch (2022-2023)
- Duck Family Treasure (depuis 2022)
- Alert: Missing Persons Unit (depuis 2023)
- Accused (depuis 2023)
- Universal Basic Guys (Depuis 2024)[18]

### Programmes à venir
- 10% Happier[19]
- Bedrock[20]
- Bloom County[21]
- Buffalo Tens[22]
- Daddy Issues[23]
- El Patio[24]
- End of Watch[25]
- Get Buckets[26]
- Guards[27]
- HAVOC![28]
- His Majesty's Dragon[29]
- Jenny is a Weapon[30]
- No. 1 Supreme Citizen of America[31]
- Murder in a Small Town[32]
- Starsky and Hutch[33]

### Films
- First Time Female Director (2023)[34]

## Sociétés sœurs

### Fox Entertainment Studios
Fox Entertainment Studios est une division de Fox Entertainment qui produit des films et des émissions de télévision en interne, sans passer par des studios. Elle a été fondée en 2022.

#### Télévision
- Monarch (2022)
- Animal Control (depuis 2022)
- Krapopolis (depuis 2023)
- Grimsburg (depuis 2024)
- Doc
- Rescue: HI-Surf
- Remix
- Rock Camp
- The Bomb Maker

#### Films
- Pastacolypse (2023)[35]
- Cinnamon (2023)[36]
- Murder City (2023)
- Millennial Hunter(2023)
- Big Bruhb (2023)

### Fox Alternative Entertainment
Fox Alternative Entertainment est le studio interne de Fox Entertainment pour les programmes de télévision non scénarisés et de télé-réalité. Il produit également des séries de télé-réalité pour des réseaux internationaux.

#### Programmes
- The Masked Singer (depuis 2019)
- Ultimate Tag (2020)
- I Can See Your Voice (depuis 2020)
- The Masked Dancer (2020-2021)
- Name That Tune (depuis 2021)
- Cherries Wild (2021)
- Let's Be Real (2021)
- America's Most Wanted (depuis 2021)
- The Big Deal (2021)[37]
- Alter Ego (2021)
- TMZ on TV (depuis 2021)
- Next Level Chef (depuis 2022)
- Joe Millionaire: For Richer or Poorer (2022)
- Domino Masters (2022)
- Kitchen Commando (depuis 2023)
- Gordon Ramsay's Food Stars (depuis 2023)
- Kitchen Nightmares (depuis 2023)
- Snake Oil (depuis 2023)[38],[39]
- We Are Family (depuis 2024)[40]
- Beat My Mini-Mes (à venir)[41]
- Marriage Market (à venir)[41]

### Fox First Run
Fox First Run est la branche de syndication télévisuelle de Fox Corporation. Elle sert de bras de syndication pour Fox Entertainment, Fox Broadcasting Company et MyNetworkTV. Elle a été fondée en 2019. Il s'agit également d'une société de syndication/distribution télévisuelle de Fox Television Stations.

### XOF Productions
XOF Productions est une division de Fox Entertainment. Son nom est dérivé d'une inversion de "Fox".

#### Séries Télévisées
- Almost Family (2019-2020)
- Deputy (depuis 2020)

### Studio Ramsay Global
Studio Ramsay Global est une division de Fox Entertainment dirigée par le chef britannique Gordon Ramsay. Formé dans le cadre d'un accord global avec Ramsay, le studio se concentre sur les programmes liés à la nourriture et au style de vie.

#### Programmes
- Next Level Chef (depuis 2022)
- Gordon Ramsay's Future Food Stars (depuis 2022)
- Traillblazersː A Rocky Mountain Roadtrip (2022)[42]
- Kitchen Commando (depuis 2023)
- Gordon Ramsay's Food Stars (depuis 2023)
- Kitchen Nightmares (depuis 2023)